# Fatty policeman
Pour plus de détails, voir Fiche technique et Distribution.
Fatty policeman (Fatty Joins the Force) est une comédie burlesque américaine réalisée par George Nichols sortie en 1913.

## Synopsis
Fatty se promène avec sa fiancée dans le parc lorsqu'ils sont témoins de la chute d'une petite fille dans un bassin. Un peu « bousculé », il se jette « courageusement » à l'eau pour la sauver. Il s'avère qu'il s'agit de la fille du commissaire et aussitôt ce dernier offre en récompense à notre involontaire héros l'opportunité de s'engager dans la police. Attiré par le prestige de l'uniforme, il va cependant rapidement s'apercevoir qu'il ne s'agit pas d'un métier de tout repos et que tout le monde n'a pas le même respect que lui pour son « uniforme »...

## Fiche technique
- Titre : Fatty policeman
- Titre original : Fatty Joins the Force
- Réalisation : George Nichols
- Producteur : Mack Sennett
- Studio de production : The Keystone Film Company
- Distribution : Mutual Film Corporation
- Pays : États-Unis
- Format : Noir et blanc - 1,37:1 - Format 35 mm
- Langue : film muet intertitres anglais
- Genre : Comédie policière
- Durée : 12-13 minutes (une bobine)
- Date de sortie : 
  - États-Unis 24 novembre 1913

## Distribution
Source principale de la distribution :
- Roscoe « Fatty » Arbuckle : Fatty
- Dot Farley : la fiancée de Fatty
- Edgar Kennedy : le policier dans le parc
- Minta Durfee : la nurse
- George Nichols : le commissaire de police
- William White : le capitaine de police
- Charles Avery : le policier au bureau
- George Jeske : le voleur
- Harry DeRoy : le chauve arrêté

Distribution non créditée :
- Lou Breslow : un gars
- Billy Gilbert : un gars
- William Hauber :  un policier au poste
- Bert Hunn : un policier au poste
- Hank Mann : un policier au poste
- Mack Swain : un policier au poste
- Jack White : un lanceur de tarte